# Leptotyphlops calypso
Leptotyphlops calypso är en kräldjursart som beskrevs av  Thomas MCDIARMID och THOMPSON 1985. Leptotyphlops calypso ingår i släktet Leptotyphlops och familjen Leptotyphlopidae. Inga underarter finns listade i Catalogue of Life.